# 벅 에인절

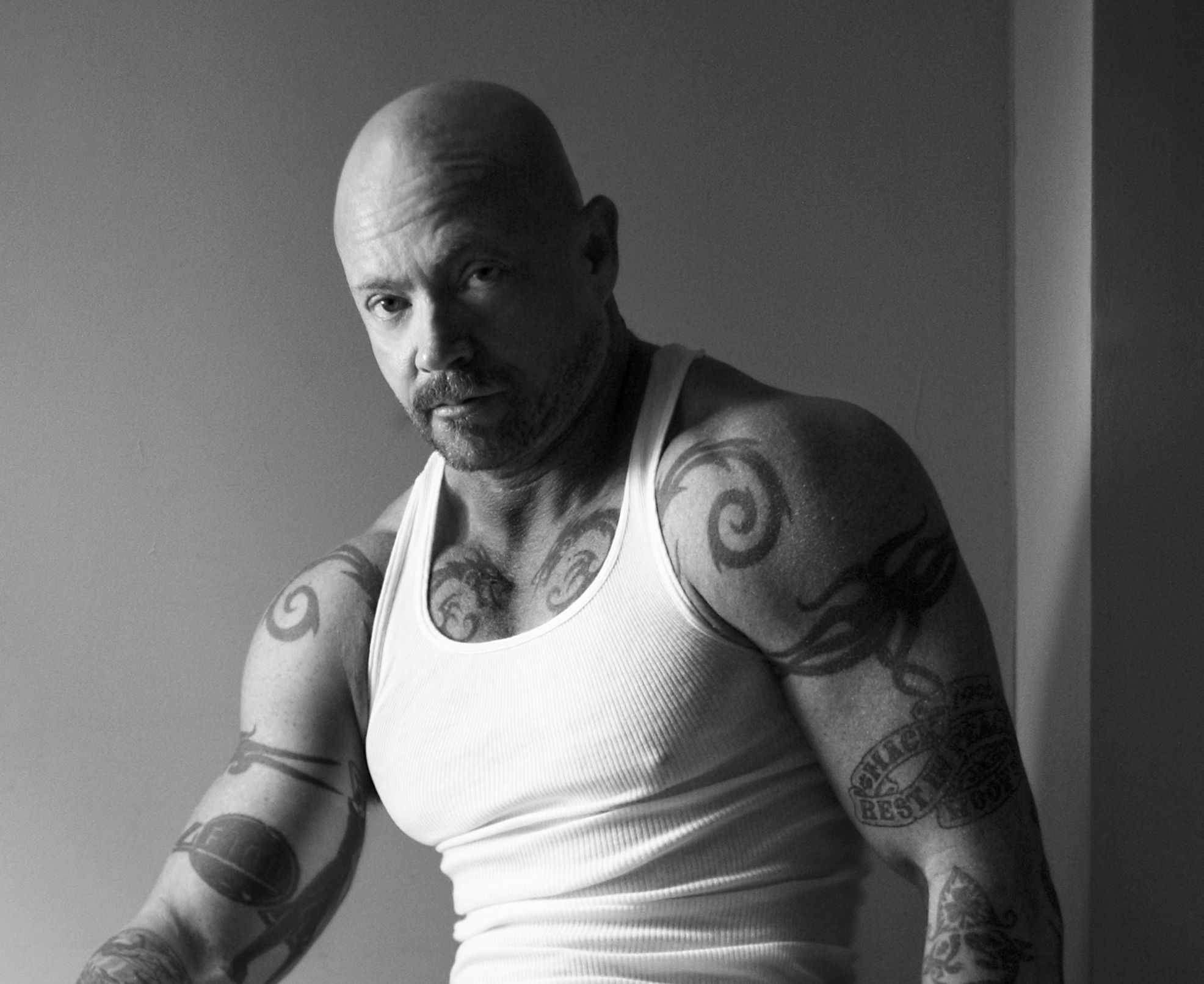

벅 에인절(Buck Angel, 1962년 6월 5일 ~ )은 미국의 트랜스남성 포르노 배우이자 제작자, 성교육자이다.
미디어 제작 기업 벅 에인절 엔터테인먼트의 설립자이다. 트랜스남성으로서 성기 수술을 받지 않았다. 또한 라나 워쇼스키의 부인 일사 스트릭스의 전남편이기도 하다. AVN상을 받았다.